# アスタビル
アスタビル（ASTA Buliding）は、東京都西東京市田無町二丁目にある商業施設と集合住宅からなる高層ビルである。西武新宿線田無駅北口再開発事業に伴い建設された。株式会社アスタ西東京が運営。田無アスタ、田無ASTAとも呼ばれる。

## 概要
構想から25年の経緯を経て完成を見た、ショッピングセンターと集合住宅から成る複合商業施設である。
地下部分は、地下2階は主機械室と駐車場、地下1階は食品売場と荷捌場及び駐輪場からなり、地上部分は1階から3階までは中央部にセンターコートを持つSC構成となっている。
核店舗「田無西武」（現・LIVIN田無店）は東棟地下1階から6階まで、売場面積約20,000㎡、西棟は地下1階から3階まで地元店舗42店舗を含む80店舗（開業時）からなる「田無アスタ専門店街」で売場面積約10,900㎡である。南側駅前広場に面した中央部2階に駅から直結するペデストリアンデッキを導入し、SCの正面入口とした。
中高層棟部は、東棟「田無西武」、西棟共同住宅（195戸）とし、中央4階には管理事務所を配した。店舗部分は、商業計画上有効な店舗配置、営業時間などの管理運営、将来のリニューアルへの対応等を考慮し、一部を除き共有方式とした。銀行、パチンコ店、不動産店舗等は、管理運営上外向き店舗にして区分所有としている。
開業式典には女優・田中好子が出席しテープカットに参加、オープン3日間に3,000人が来店。2020年の開業25周年までに約1億8200万人が来店した。
名称の「アスタ」とは、「明（ア）日の、素（ス）晴らしい街、田（タ）無」の頭文字から採ったもの。

## LIVIN田無店
1998年、西友が全国に13あった「西武」を使用した百貨店業態の大型店を、順次、衣料品や食料品に重点を置いた「リヴィン」に改装する方針を決定したため、1999年2月、「田無西武」も「リヴィン田無店」へ業態転換している。
2024年11月にリニューアルオープン（グランドオープンは11月27日、一部店舗は先行オープン）、地下・1Fの一部以外は専門店街にする体制となった。
テナント
- みずほ銀行田無支店（1F）[9]
- コージーコーナー（1F）[10]
- 無印良品（1F）- リニューアルに際し売場拡大[11][8]。
- ドコモショップ（1F） - 2024年11月27日移転オープン[12]。
- ドン・キホーテ（2F） - 2024年11月21日オープン[13]。
- カインズ（3F） - 2024年11月22日オープン[14]。
- LIBRO（4F）[15]
- 西松屋（4F） - 2024年11月27日オープン[8]。
- BOOKOFF（5F） - 2024年11月27日オープン[16]。旧・田無駅北口店を移転[17]。
- ニトリ デコホーム（5F） - 2024年11月27日オープン[18]。
- エクセル田無（東棟6F） - 田無西武が日本中央競馬会を導入して、日本で初めての会員制場外馬券売場「エクセル田無」を開設[1]。開催日以外は西東京市のアスタ市民ホールとして利用[19]。
- 銀座deフットサル（東棟屋上） - フットサル場[20]。

## アスタ専門店街
- ノジマ田無店（2F）[21]
- J:COMショップ（2F）[22]

その他詳細は、ショップガイドおよびリヴィン田無店も参照。

## 過去に存在したテナント
- 田無西武
コンセプトは、"また、いらっしゃい" "毎日使える百貨店"[1]。その品揃えは、毎日の生活必需品を踏まえ、ワンラックアップの百貨店のボリュームゾーンを狙った[1]。売場構成では、従来型のブランド別構成を廃止し独自の売場づくりに挑戦したほか、原則としてメーカーからの派遣店員を受けないなどの新しい試みを行った[1]。

- イトーヨーカドー田無店
アスタ専門店街2F（現・ノジマの場所）にあった、衣料品のみを扱う小型店舗（売場面積1,270㎡）。初代店舗は1966年から再開発地域内で営業しており、イトーヨーカ堂は権利者でもあったことから、2代目店舗をアスタに出店した[1]。同店は専門店街の核的存在で、売場では大手アパレルと取り組んだ新プライベートブランドなども一部導入したが、売場の大部分は男女肌着など実用衣料中心だった[1]。2021年2月14日をもって閉店したが、田無店の閉店により、イトーヨーカ堂の衣料専門スーパー業態は消滅した[23]。

- バンダレコード（LIVIN4F）- 2024年5月22日に閉店[24]（本川越PePeへの移転扱い、駿河屋との提携店舗）[25]。LIVIN出店前は2011年まで田無駅ビル（現・Emio田無）にて営業。

## 集合住宅
西棟4階以上に設けられた集合住宅。195戸からなり、60戸は東京都住宅供給公社の賃貸住宅、14戸は田無市の分譲住宅、ほかは地権者分となっている。

## 交通アクセス
参照
- 西武新宿線田無駅北口から徒歩1分
  - 改札口のある2Fからペデストリアンデッキによって当ビル2F入口につながっている。
- 西武バス「田無駅」バス停下車すぐ
  - 西武池袋線ひばりヶ丘駅・保谷駅およびJR中央線武蔵境駅発
- 関東バス・西武バス「田無駅入口」バス停下車徒歩2分
  - JR中央線三鷹駅・吉祥寺駅、西武新宿線花小金井駅発
- はなバス「田無駅」バス停下車すぐ
- 新青梅街道北原西交差点・青梅街道田無駅北口交差点から南へ入る
- 武蔵境通り沿い
  - 市営駐車場（地下）・民間提携駐車場・駐輪場あり